# El caballo de oro
El Caballo de Oro, es el trigésimo primer álbum de estudio del cantante y compositor de música Folclórica Venezolana, Reynaldo Armas, por el cual fue galardonado con el premio Grammy Latino en su 14.ª edición a Mejor álbum de Música Folclórica del año 2013. El álbum está compuesto por temas de música llanera, escritos por el propio Reynaldo Armas.

## Temas
Los temas musicales incluidos en el álbum son los siguientes
| 1  | El Caballo de Oro          |
| 2  | La Morrocoya Viajera       |
| 3  | Por Si No Te Vuelvo A Ver  |
| 4  | Tristeza                   |
| 5  | La Vida Es Un Volantin     |
| 6  | Del Rancho Al Pueblo       |
| 7  | Mañana Cuando El Destino   |
| 8  | Así Te Quiero Querer       |
| 9  | Si Vas A Quererme Quiéreme |
| 10 | La conocí en Pampanito     |

## Personal
Los músicos e intérpretes que participaron en la producción discográfica son:
Voz: Reynaldo Armas
Arpa: Gustavo Sánchez & Oscar Ybirmas
Cuatro: Yosmar Cabrera & Luis Verastegui
Bandola: Moisés Torrealba
Bajo: Milvier Ortíz & Adelmar Paz
Maracas: Francisco Sánchez, Neivi Díaz & Erick Chourio
Coros: Yosmar Cabrera